# Consell Regional del Golan
El Consell Regional del Golán (en hebreu: מועצה אזורית גולן) (transliterat: Moatza Azorit Golan) és un consell regional que representa a la majoria dels assentaments israelians dels Alts del Golan. El consell està format per 19 moixavs, 10 quibuts, i diversos pobles. La seu del consell es troba en la ciutat de Qatsrin, tanmateix la vila de Qatsrin no forma part del consell regional. El cap del consell és Eli Malka.

## Poblacions
| - Afiq - Alonei HaBashan - Aniam - Avnei Eitan - Bnei Yehuda - Ein Zivan - El Rom - Eliad - Geshur - Givat Yoav - Hispin | - Kanaf - Kela Alon - Keshet - Kfar Haruv - Khad Nas - Kidmat Tzvi - Maale Gamla - Merom Golan - Metzar - Mevo Hama - Natur | - Neot Golan - Neve Ativ - Nimrod - Nov - Odem - Ortal - Ramat Magshimim - Ramot - Sha'al - Yonatan |